# Pochodne Wirtingera
Pochodne Wirtingera, operatory Wirtingera – operatory różniczkowe cząstkowe pierwszego rzędu zachowujące się w bardzo podobny sposób do zwykłych pochodnych względem zmiennej rzeczywistej po przyłożeniu ich do funkcji holomorficznych, antyholomorficznych lub po prostu różniczkowalnych w obszarach płaszczyzny zespolonej. Operatory te umożliwiają, dla wspomnianych funkcji, konstrukcję rachunku różniczkowego całkowicie analogicznego do rachunku różniczkowego zwyczajnego funkcji zmiennych rzeczywistych. Pojęcie nosi nazwisko Wilhelma Wirtingera, który wprowadził je w 1927 roku.
Pomimo ich powszechnego zastosowania, zdaje się, że brakuje pracy, która zawierałaby wszystkie własności pochodnych Wirtingera; jednakże krótki kurs wielowymiarowej analizy zespolonej autorstwa Andreottiego (1976) i monografia Kaupa (1984) zawierają dość kompletny wykład na ich temat; z tego powodu będą używane w tym artykule jako główne źródło odniesienia.